# Back to the Woods
Back to the Woods («Снова Питер и Джеймс Вудс») — девятая серия шестого сезона мультсериала «Гриффины». Премьерный показ состоялся 17 февраля 2008 года на канале FOX.

## Сюжет
Питер с друзьями в «Пьяной устрице» узнают о скорых гастролях в их городе Барри Манилоу и решают посетить этот концерт.
Одно омрачает радость Питера: на том концерте он потерял свой бумажник. Не заблокировав кредитную карточку, бывшую там, он вскоре получает уведомление от банка о долге в 16 тысяч долларов — кто-то пользуется его кредиткой. Питер относится к этому равнодушно, но Брайан, тщательно изучив список трат, ведёт главу семейства в китайский ресторан, где злоумышленник ежедневно обедает. Там друзья находят негодяя, и, к их изумлению, это оказывается Джеймс Вудс, который признаётся, что поджидал их. Он готовится отомстить им за то, что они тогда отправили его на «секретную правительственную базу» в ящике, не проделав даже отверстий для воздуха. Вудс покидает ресторан.
Вернувшись домой, Питер обнаруживает, что Вудс у него дома и отказывается уходить. Оказывается, тот решил, воспользовавшись документами из бумажника Питера, подделав их, выдать себя за него и захватить его дом. Прибывший по вызову Вудса полицейский Джо Суонсон принимает нелёгкое решение: выгоняет настоящего Питера голышом (Вудс также потребовал вернуть «его» одежду) из дома.
Отныне Вудс поселяется в доме, заменив собой Питера. Никому это не нравится, но никто ничего не может сделать. Самозванец выгоняет Брайана на улицу, привязав его к столбу, чем переполняет чашу терпения последнего. Тот пытается освободиться, и очень вовремя появляется Питер. Вудс не пропускает это событие и берёт Питера на мушку за покушение на частную собственность. Питер уходит, обещая Лоис вернуться.
Тем не менее, Вудс выполняет отцовские обязанности по отношению к Мег и Крису, и те не имеют ничего против «нового папы».
Питер временно поселяется в дешёвой гостинице на окраине города и ищет способ увидеться с Лоис. Он переодевается в подростка и приходит домой на ужин с Крисом, выдавая себя за его приятеля Скутера, однако затея проваливается: Вудс открывает в доме пальбу, Питер сбегает и плачет на улице.
Брайан предлагает бывшему главе семейства выход: если Вудс стал Питером, то и Питер сможет стать Вудсом. Оказывается, Стьюи занимается и изготовлением фальшивых документов. Итак, Питер-Вудс приходит на вечернее шоу, где доказывает своими новыми документами, что он — именно Вудс, и рассказывает о своём новом фильме, посвящённом событиям 11 сентября в столь циничной манере, что шокирует и зрителей в студии, и настоящего Вудса, смотрящего это по телевизору в доме Гриффинов.
Таким образом, актёрская карьера Вудса разрушена. Разъярённый, он приходит в «Пьяную устрицу», где вызывает Питера на поединок. Тот заманивает его в тёмный переулок, где ловит и пакует в коробку. Ящик с пленником отправляют в то же хранилище, что и в прошлый раз.

## Создание
Этот эпизод является продолжением серии «Peter's Got Woods». Противостояние с Джеймсом Вудсом продолжится в эпизоде «Brian Griffin's House of Pain».
Эпизод вышел в эфир спустя пять дней после окончания Всеамериканской забастовки сценаристов, причинившей некоторый ущерб показу двух предыдущих серий мультсериала.
Автор сценария: Том Деванни
Режиссёр: Брайан Айлс
Композитор: Рон Джоунс
Приглашённые знаменитости: Джеймс Вудс (камео), Барри Манилоу (камео) и Эвил Дэйв Леттерман (в роли своего персонажа из англ. The Howard Stern Show)

## Показ
Премьеру эпизода посмотрели 7,29 млн зрителей.